# Associazione Calcio Torino 1966-1967
Questa voce raccoglie le informazioni riguardanti l'Associazione Calcio Torino nelle competizioni ufficiali della stagione 1966-1967.

## Società
- Presidente:
  - Orfeo Pianelli
- Direttore tecnico:
  - Nereo Rocco
- Allenatore:
  - Marino Bergamasco

- Segretario:
  - Giuseppe Bonetto
- Medico sociale:
  - Cesare Cattaneo
- Massaggiatore:
  - Bruno Colla

## Rosa
| N. |                   | Ruolo | Calciatore          |
| -- | ----------------- | ----- | ------------------- |
|    | Italia (bandiera) | P     | Franco Sattolo      |
|    | Italia (bandiera) | P     | Lido Vieri          |
|    | Italia (bandiera) | D     | Bruno Baiardo       |
|    | Italia (bandiera) | D     | Angelo Cereser      |
|    | Italia (bandiera) | D     | Natalino Fossati    |
|    | Italia (bandiera) | D     | Cesare Maldini      |
|    | Italia (bandiera) | D     | Fabrizio Poletti    |
|    | Italia (bandiera) | D     | Giorgio Puia        |
|    | Italia (bandiera) | D     | Mario Trebbi        |
|    | Italia (bandiera) | C     | Bruno Bolchi        |
|    | Italia (bandiera) | C     | Renzo Corni         |
|    | Italia (bandiera) | C     | Giorgio Ferrini (c) |

| N. |                    | Ruolo | Calciatore            |
| -- | ------------------ | ----- | --------------------- |
|    | Italia (bandiera)  | C     | Giambattista Moschino |
|    | Italia (bandiera)  | C     | Paolo Pestrin         |
|    | Italia (bandiera)  | C     | Ernesto Varnier       |
|    | Italia (bandiera)  | C     | Angelo Volpato        |
|    | Italia (bandiera)  | A     | Pietro Baisi          |
|    | Italia (bandiera)  | A     | Alberto Carelli       |
|    | Italia (bandiera)  | A     | Danilo Centazzo       |
|    | Francia (bandiera) | A     | Nestor Combin         |
|    | Italia (bandiera)  | A     | Carlo Facchin         |
|    | Italia (bandiera)  | A     | Giovanni Fanello      |
|    | Italia (bandiera)  | A     | Luigi Meroni          |
|    | Italia (bandiera)  | A     | Luigi Simoni          |

## Calciomercato
| Acquisti | Acquisti          | Acquisti  | Acquisti      |
| R.       | Nome              | da        | Modalità      |
| -------- | ----------------- | --------- | ------------- |
| P        | Franco Sattolo    | Sampdoria | definitivo    |
| D        | Umberto Depetrini | Ternana   | fine prestito |
| D        | Cesare Maldini    | Milan     | definitivo    |
| D        | Mario Trebbi      | Milan     | definitivo    |
| C        | Aldo Agroppi      | Ternana   | fine prestito |
| C        | Angelo Volpato    | Varese    | definitivo    |
| A        | Nestor Combin     | Varese    | definitivo    |
| A        | Carlo Facchin     | Catania   | definitivo    |
| A        | Giovanni Fanello  | Catania   | definitivo    |

| Cessioni | Cessioni          | Cessioni    | Cessioni   |
| R.       | Nome              | a           | Modalità   |
| -------- | ----------------- | ----------- | ---------- |
| D        | Umberto Depetrini | Verona      | prestito   |
| D        | Roberto Rosato    | Milan       | definitivo |
| D        | Luciano Teneggi   | Catania     | definitivo |
| D        | Giuseppe Unere    | Anconitana  | prestito   |
| C        | Aldo Agroppi      | Potenza     | prestito   |
| C        | Renzo Corni       | Reggiana    | prestito   |
| C        | Amilcare Ferretti | Alessandria | definitivo |
| A        | Enrico Albrigi    | Catania     | definitivo |
| A        | Alberto Carelli   | Catania     | prestito   |
| A        | Ulisse Gualtieri  | Alessandria | definitivo |
| A        | Alberto Orlando   | Napoli      | definitivo |
| A        | Jürgen Schütz     | Roma        | definitivo |

## Risultati

### Serie A

#### Girone di andata
| Arbitro: | Francescon (Padova) |

|                        |           |             |
| Simoni 71’ Facchin 88’ | Marcatori | 55’ Pasetti |

| Roma 25 settembre 1966, ore 15:00 UTC+1 2ª giornata | Lazio                 | 0 – 0 | Torino | Stadio Olimpico (24.739 spett.)\| Arbitro: \| De Marchi (Pordenone) \| |
| Arbitro:                                            | De Marchi (Pordenone) |       |        |                                                                        |

| Torino 2 ottobre 1966, ore 15:00 UTC+1 3ª giornata | Torino         | 0 – 0 | Venezia | Stadio Comunale (16.825 spett.)\| Arbitro: \| Righi (Milano) \| |
| Arbitro:                                           | Righi (Milano) |       |         |                                                                 |

| Arbitro: | D'Agostini (Roma) |

|                            |           |             |
| Nielsen 49’ Bulgarelli 87’ | Marcatori | 34’ Facchin |

| Torino 16 ottobre 1966, ore 15:00 UTC+1 5ª giornata | Torino              | 0 – 0 | Juventus | Stadio Comunale (32.659 spett.)\| Arbitro: \| Bernardis (Trieste) \| |
| Arbitro:                                            | Bernardis (Trieste) |       |          |                                                                      |

| Mantova 23 ottobre 1966, ore 14:30 UTC+1 6ª giornata | Mantova                      | 0 – 0 | Torino | Stadio Danilo Martelli (12.920 spett.)\| Arbitro: \| De Robbio (Torre Annunziata) \| |
| Arbitro:                                             | De Robbio (Torre Annunziata) |       |        |                                                                                      |

| Arbitro: | Pieroni (Roma) |

|  |           |                           |
|  | Marcatori | 44’ Facchetti 77’ Mazzola |

| Lecco 13 novembre 1966, ore 14:30 UTC+1 8ª giornata | Lecco               | 0 – 0 | Torino | Stadio Mario Rigamonti (11.591 spett.)\| Arbitro: \| Francescon (Padova) \| |
| Arbitro:                                            | Francescon (Padova) |       |        |                                                                             |

| Arbitro: | Genel (Trieste) |

|            |           |              |
| Meroni 83’ | Marcatori | 82’ da Silva |

| Arbitro: | Sbardella (Roma) |

|                                                             |           |              |
| Fossati 6’ Combin 8’ Ferrini 13’ Meroni 19’, 67’ Simoni 57’ | Marcatori | 50’ Hitchens |

| Arbitro: | Motta (Monza) |

|                          |           |  |
| Boninsegna 26’ Rizzo 89’ | Marcatori |  |

| Arbitro: | Angonese (Mestre) |

|                         |           |                         |
| Facchin 3’ Moschino 37’ | Marcatori | 26’ De Sisti 65’ Hamrin |

| Arbitro: | Lo Bello (Siracusa) |

|                                      |           |  |
| Colausig 26’ Enzo 47’, 54’ Peiró 65’ | Marcatori |  |

| Arbitro: | Toselli (Cormons) |

|             |           |  |
| Fanello 71’ | Marcatori |  |

| Arbitro: | Di Tonno (Lecce) |

|            |           |            |
| Rivera 39’ | Marcatori | 20’ Simoni |

| Arbitro: | Vitullo (Roma) |

|  |           |            |
|  | Marcatori | 86’ Combin |

| Torino 22 gennaio 1967, ore 14:30 UTC+1 17ª giornata | Torino           | 0 – 0 | Napoli | Stadio Comunale (28.152 spett.)\| Arbitro: \| Sbardella (Roma) \| |
| Arbitro:                                             | Sbardella (Roma) |       |        |                                                                   |

#### Girone di ritorno
| Ferrara 29 gennaio 1967, ore 14:30 UTC+1 18ª giornata | SPAL                | 0 – 0 | Torino | Stadio Comunale (10.007 spett.)\| Arbitro: \| Bernardis (Trieste) \| |
| Arbitro:                                              | Bernardis (Trieste) |       |        |                                                                      |

| Arbitro: | Carminati (Milano) |

|                   |           |             |
| Meroni 43’ (rig.) | Marcatori | 40’ D'Amato |

| Arbitro: | Acernese (Roma) |

|          |           |           |
| Dori 90’ | Marcatori | 8’ Meroni |

| Arbitro: | Angonese (Mestre) |

|                   |           |              |
| Meroni 37’ (rig.) | Marcatori | 16’ Pascutti |

| Torino 26 febbraio 1967, ore 15:00 UTC+1 22ª giornata | Juventus         | 0 – 0 | Torino | Stadio Comunale (25.530 spett.)\| Arbitro: \| Sbardella (Roma) \| |
| Arbitro:                                              | Sbardella (Roma) |       |        |                                                                   |

| Arbitro: | Genel (Trieste) |

|                         |           |  |
| Facchin 13’ Ferrini 24’ | Marcatori |  |

| Arbitro: | Francescon (Padova) |

|             |           |                     |
| Bicicli 60’ | Marcatori | 17’ Meroni 25’ Puia |

| Arbitro: | Giunti (Arezzo) |

|             |           |              |
| Facchin 51’ | Marcatori | 84’ Bonfanti |

| Arbitro: | Carminati (Milano) |

|  |           |          |
|  | Marcatori | 45’ Puia |

| Arbitro: | Varazzani (Parma) |

|             |           |            |
| Savoldi 20’ | Marcatori | 29’ Meroni |

| Arbitro: | De Robbio (Torre Annunziata) |

|           |           |  |
| Combin 8’ | Marcatori |  |

| Arbitro: | Sbardella (Roma) |

|              |           |  |
| De Sisti 53’ | Marcatori |  |

| Arbitro: | Angonese (Mestre) |

|                                    |           |             |
| Moschino 10’ Combin 15’ Meroni 53’ | Marcatori | 40’ Barison |

| Foggia 7 maggio 1967, ore 16:00 UTC+1 31ª giornata | Foggia & Incedit | 0 – 0 | Torino | Stadio Pino Zaccheria (17.979 spett.)\| Arbitro: \| Torelli (Milano) \| |
| Arbitro:                                           | Torelli (Milano) |       |        |                                                                         |

| Torino 14 maggio 1967, ore 16:00 UTC+1 32ª giornata | Torino          | 0 – 0 | Milan | Stadio Comunale (20.657 spett.)\| Arbitro: \| Acernese (Roma) \| |
| Arbitro:                                            | Acernese (Roma) |       |       |                                                                  |

| Arbitro: | De Robbio (Torre Annunziata) |

|                      |           |  |
| Combin 20’, 80’, 51’ | Marcatori |  |

| Arbitro: | Toselli (Cormons) |

|                              |           |             |
| Puia 29’ (aut.) Altafini 50’ | Marcatori | 30’ Facchin |

### Coppa Italia

#### Primo turno
| Arbitro: | Carminati (Milano) |

|  |           |            |
|  | Marcatori | 84’ Simoni |

#### Secondo turno
| Arbitro: | Giunti (Arezzo) |

|                                         |           |  |
| Combin 10’, 66’ Fanello 61’ Poletti 79’ | Marcatori |  |

#### Terzo turno
| Arbitro: | Bigi (Padova) |

|                                          |           |                         |
| Sormani 5’ Rivera 11’, 21’ Fortunato 51’ | Marcatori | 46’, 86’ (rig.) Facchin |

### Coppa delle Alpi
| Monaco di Baviera 7 giugno 1967, ore 21:00 UTC+2 1ª giornata | Monaco 1860 | 0 – 0 | Torino | Stadio Grünwalder (20.000 spett.)\| Arbitro: \| Heumann \| |
| Arbitro:                                                     | Heumann     |       |        |                                                            |

| Wiesbaden 10 giugno 1967, ore 18:15 UTC+2 2ª giornata | Eintracht Francoforte | 0 – 0 | Torino | Stadio an der Berliner Straße (12.000 spett.)\| Arbitro: \| Tschenscher \| |
| Arbitro:                                              | Tschenscher           |       |        |                                                                            |

| Arbitro: | Harnber |

|  |           |            |
|  | Marcatori | 4’ Ferrini |

| Arbitro: | Dienst |

|                       |           |           |
| Nemeth 59’ Georgy 67’ | Marcatori | 25’ Baisi |

| Arbitro: | Beller |

|            |           |          |
| Künzli 47’ | Marcatori | 15’ Puia |

## Statistiche

### Statistiche di squadra
| Competizione     | Punti | In casa | In casa | In casa | In casa | In casa | In casa | In trasferta | In trasferta | In trasferta | In trasferta | In trasferta | In trasferta | Totale | Totale | Totale | Totale | Totale | Totale | DR  |
| Competizione     | Punti | G       | V       | N       | P       | Gf      | Gs      | G            | V            | N            | P            | Gf           | Gs           | G      | V      | N      | P      | Gf     | Gs     | DR  |
| ---------------- | ----- | ------- | ------- | ------- | ------- | ------- | ------- | ------------ | ------------ | ------------ | ------------ | ------------ | ------------ | ------ | ------ | ------ | ------ | ------ | ------ | --- |
| Serie A          | 38    | 17      | 7       | 9       | 1       | 24      | 11      | 17           | 3            | 9            | 5            | 9            | 15           | 34     | 10     | 18     | 6      | 33     | 26     | +7  |
| Coppa Italia     | -     | 1       | 1       | 0       | 0       | 4       | 0       | 2            | 1            | 0            | 1            | 3            | 4            | 3      | 2      | 0      | 1      | 7      | 4      | +3  |
| Coppa delle Alpi | -     | 0       | 0       | 0       | 0       | 0       | 0       | 5            | 1            | 3            | 1            | 3            | 3            | 5      | 1      | 3      | 1      | 3      | 3      | 0   |
| Totale           | -     | 18      | 8       | 9       | 1       | 28      | 11      | 24           | 5            | 12           | 7            | 15           | 22           | 42     | 13     | 21     | 8      | 43     | 33     | +10 |

### Statistiche dei giocatori
| Giocatore   | Serie A  | Serie A | Coppa Italia | Coppa Italia | Coppa delle Alpi | Coppa delle Alpi | Totale   | Totale |
| Giocatore   | Presenze | Reti    | Presenze     | Reti         | Presenze         | Reti             | Presenze | Reti   |
| ----------- | -------- | ------- | ------------ | ------------ | ---------------- | ---------------- | -------- | ------ |
| B. Baiardo  | -        | -       | -            | -            | 1                | 0                | 1        | 0      |
| P. Baisi    | -        | -       | -            | -            | 3                | 1                | 3        | 1      |
| B. Bolchi   | 18       | 0       | 2            | 0            | 4                | 0                | 24       | 0      |
| A. Carelli  | -        | -       | -            | -            | 2                | 0                | 2        | 0      |
| D. Centazzo | 0        | 0       | 1            | 0            | 0                | 0                | 1        | 0      |
| A. Cereser  | 25       | 0       | 3            | 0            | 5                | 0                | 33       | 0      |
| N. Combin   | 26       | 7       | 1            | 2            | 0                | 0                | 27       | 9      |
| R. Corni    | -        | -       | -            | -            | 1                | 0                | 1        | 0      |
| C. Facchin  | 19       | 6       | 3            | 2            | 2                | 0                | 24       | 8      |
| G. Fanello  | 4        | 1       | 1            | 1            | 0                | 0                | 5        | 2      |
| G. Ferrini  | 33       | 2       | 3            | 0            | 5                | 1                | 41       | 3      |
| N. Fossati  | 25       | 1       | 3            | 0            | 0                | 0                | 28       | 1      |
| C. Maldini  | 33       | 0       | 3            | 0            | 3                | 0                | 39       | 0      |
| L. Meroni   | 31       | 9       | 3            | 0            | 2                | 0                | 36       | 9      |
| G. Moschino | 28       | 2       | 2            | 0            | 5                | 0                | 35       | 2      |
| P. Pestrin  | 4        | 0       | 0            | 0            | 0                | 0                | 4        | 0      |
| F. Poletti  | 15       | 0       | 1            | 1            | 5                | 0                | 21       | 1      |
| G. Puia     | 34       | 2       | 3            | 0            | 5                | 1                | 42       | 3      |
| F. Sattolo  | 1        | -0      | 1            | -4           | 1                | -0               | 3        | -4     |
| L. Simoni   | 27       | 3       | 3            | 1            | 4                | 0                | 34       | 4      |
| M. Trebbi   | 14       | 0       | 1            | 0            | 3                | 0                | 18       | 0      |
| E. Varnier  | 1        | 0       | 0            | 0            | 0                | 0                | 1        | 0      |
| L. Vieri    | 33       | -26     | 2            | -0           | 5                | -3               | 40       | -29    |
| A. Volpato  | 3        | 0       | 1            | 0            | 0                | 0                | 4        | 0      |

## Giovanili

### Piazzamenti
- Primavera:
  - Campionato: Vincitore.[5]
  - Torneo di Viareggio: Quarti di finale.
- Allievi Nazionali:
  - Campionato: Vincitore.

### Classifica marcatori
1) Fulvio Rigallo : 21 reti
2)Felice Lertre : 17 reti
3)Jaen Markitovìc : 14 reti